# 甘露寺豊長
甘露寺 豊長（かんろじ とよなが）は、安土桃山時代から江戸時代にかけての公家。官位は従五位上・右兵衛佐。甘露寺家22代当主。

## 経歴
権中納言・正親町三条公仲の三男として誕生。蔵人頭右中弁・甘露寺経遠の養子となる。
慶長11年（1606年）、卒去。家督は豊長の兄弟である中川貞秀の子で養子・時長が継いだ。

## 系譜
- 父：正親町三条公仲（1557-1594）
- 母：勧修寺晴秀の娘
- 養父：甘露寺経遠（1576-1602）
- 妻：家女房
- 生母不明の子女
- 養子
  - 男子：甘露寺時長 - 中川貞秀の長男、右大弁
  - 男子：甘露寺嗣長 - 中川貞秀の次男